# 2222
سنة 2222م هي سنة كبيسة تبدأ يوم الثلاثاء حسب التقويم الغريغوري